# Isoetopsida
Az Isoetopsida a korpafüvek törzsének (Lycopodiophyta) legfejlettebb osztálya. Korábbi rendszerekben nem szerepelt a mai értelemben vett Iseotes-vonal a korpafüvek evolúciójában, ahová nem csak a durdafüvek (Isoetales), hanem az igen magas fejlettségű heterospórás korpafűfák is tartoznak (Lepidodendrales és Pleuromeiales rend). Ugyan a durdafüveket és a pikkelyfákat – és azok pecsétfafélék családját – korábban is nagyon közeli rokonoknak tartották, de ez mégsem fejeződött ki úgy a rendszerben, mint most.

## Jellemzőik
Az ide tartozó növények nagyrészt heterospórásak, vagyis spórák ivarilag (hím és női jellegű) és méretben is különböznek egymástól (nagyobb méretű női jellegű spóra a makrospóra; kisebb méretű hím jellegű a mikrospóra). A heterospória megjelenése rendkívül fontos mozzanata növényvilág fejlődéstörténetében, hisz a mag kialakulásának előfeltétele. Az Isoetopsida osztályban is kialakulnak a magot termő alakok (magvas pikkelyfák – Lepidocarpon), bár hamar ki is vesznek a Föld flórájából.
Ma az osztályt egyedül a durdafüvek rendje képviseli két nemzetséggel a világflórában. Hazánkban nem élnek, legközelebb a mediterrán területeken találkozhatunk velük.

## Az ide tartozó csoportok
Az osztályba több, egymásra alig hasonlító rend tartozik.
- Pikkelyfák (Lepidodendrales): Nagy termetű, akár 40 méteres magasságot is elérő, villásan elágazó, vastag törzsű fák. Szaporodásuk különlegessége a fejlett heterospória, a fenyőtobozszerű, akár 1 métert is elérő hajtásvégi sporofillumfüzérek és a magot termő alakok megjelenése.
- Utópecsétfák (Pleuromeiales): A pikkelyfák közeli rokonainak tekinthetők, egészen a földtörténeti középidő (mezozoikum) triász koráig fennmaradtak. Méretük jelentős csökkenést mutat, a típusfaj Pleuromeia már csak 2 méter magas volt. Az utó-pecsétfák erősen xerofitonok és sótűrők voltak.
- Durdafüvek (Isoetales): Kis termetű, minimális másodlagos vastagodásra képes, hosszú mikrofillumú, heterospórás növények. Nedves talajon vagy mocsarakban élnek. Két nemzetség képviseli őket kb. 100 fajjal.
- Csipkeharasztok (Selaginellales): egyetlen nemzetség mintegy 700 faja tartozik ide.

## A Mägdefrau-sor
A 20. században a kihalt korpafüvek nagyszámú leletére támaszkodva a kutatók felállítottak egy redukciós sorozatot, melyben a nagy termetű pikkelyfákból (konkrétan a pecsétfafélékből) levezették a kis termetű, egyszerűsödött, ma élő korpafüveket. Ez egy híres botanikus, Mägdefrau után kapta a nevét, aki nagyban hozzájárult az elmélet megszületéséhez.
A Mägdefrau-sor a következő:
Sigillaria – Pleuromeia – Nathorstinia – Stylites – Isoetetis – Isoetes
A legújabb paleobotanikai vizsgálatok ezt a redukciós leszármazási sort viszont nem támasztják alá. Ugyanis a mai durdafüvekre nagyon hasonlító Isoetetis már viszonylag korán, a Nathorstinia és Stylites korpafűcsoportokkal egy időben megjelent.

## A korpafű–fenyő rokonság
Ugyancsak egy sajátos XX. századi (1950–1970-es évek) elmélet volt, hogy a korpafüvek, azokon belül is a magasan fejlett pikkelyfák a tűlevelűek ősei. Az elmélet elsősorban Seward, Lam és Mägdefrau botanikusok nevéhez fűződik, akik a heterospórás pikkelyfák sporofillumfüzéreit homológnak tekintették a fenyők tobozaival. Eszerint a füzérben lévő makrosporangiumokból a fenyők magkezdeményei, a makrosprofillumokból pedig a mag burka, az integumentum alakult ki. Az elmélet gyökere a hajtásos növények stachyspória–fillospória alapú felosztása. A stachyospórás növények sporangiumai vagy magvai a tengelyképleteken ülnek, míg a fillospórás növények sporangiumai vagy magvai a levelek felületén. Seward, Lam és Mägdefrau ezt a felosztást fejlődéstörténetileg központi jelentőségűenk tekintette. Így hajtásos növények törzsfejlődésében két nagy utat láttak. Az egyik az ősharasztoktól vezet az izospórás, majd heterospórás korpafüveken (pikkelyfák) a nyitvatermő ősfákig, majd azokon át az ősfenyőkig és fenyőkig (stachyspórás ág). A másik ág a páfrányok előnyitvatermők csoportján át a magvaspáfrányokig, majd a cikászokig és zárvatermőkig (fillospórás ág).
Ez az elmélet teljesen tarthatatlan, sem ősnövénytani, sem molekuláris biológiai vizsgálatok nem támasztják alá. A hazai botanikai szakirodalomban soha nem is honosodott meg (már Soó Rezső is elveti az 1953-as Fejlődéstörténeti növényrendszertan című munkájában.)